# Devil's Halo
Devil's Halo je osmé studiové album americké zpěvačky a baskytaritky Meshell Ndegeocello, vydané dne 6. října roku 2009 prostřednictvím francouzského hudebního vydavatelství Downtown Records. O produkci alba se společně s Meshell Ndegeocello starali Chris Bruce a Keith Ciancia.

## Seznam skladeb
| Pořadí | Název                | Autor                                                    | Délka |
| ------ | -------------------- | -------------------------------------------------------- | ----- |
| 1.     | Slaughter            | Meshell Ndegeocello                                      | 2:38  |
| 2.     | Tie One On           | Ndegeocello                                              | 2:31  |
| 3.     | Lola                 | Chris Bruce, Ndegeocello                                 | 3:11  |
| 4.     | Hair of the Dog      | Keefus Ciancia, Keith Ciancia, Lisa Germano, Ndegeocello | 1:41  |
| 5.     | Mass Transit         | Bruce, Ndegeocello, Deantoni Parks                       | 3:45  |
| 6.     | White Girl           | Bruce, Ndegeocello                                       | 2:42  |
| 7.     | Love You Down        | Melvin Riley                                             | 5:22  |
| 8.     | Devil's Halo         | Yuval Lion, Ndegeocello                                  | 2:22  |
| 9.     | Bright Shiny Morning | Bruce, Eric Elterman, Ndegeocello                        | 3:02  |
| 10.    | Blood on the Curb    | Oren Bloedow, Ndegeocello                                | 2:39  |
| 11.    | Die Young            | Ciancia, K. Ciancia, Elterman, Ndegeocello               | 4:20  |
| 12.    | Crying in Your Beer  | Bloedow, Bruce, Ndegeocello                              | 2:35  |

## Obsazení
- Meshell Ndegeocello – zpěv, baskytara, klávesy
- Oren Bloedow – zpěv
- Chris Bruce – banjo, baskytara, kytara
- Keith Ciancia – klávesy
- Lisa Germano – housle, violoncello
- Deantoni Parks – bicí